# Ulrika Bengts
Ulrika Bengts, född 14 januari 1962 i Övermark, är en finländsk film- och teaterregissör. Hon har regisserat tiotals kortfilmer, TV-serier och dokumentärer. Hennes första långfilm Iris hade premiär 2011. Filmen är en av de första finlandssvenska spelfilmerna som riktar sig till barn.

## Biografi
Bengts har studerat film vid Dramatiska institutet i Stockholm.
År 2008 tilldelade Hangö teaterträff sitt konstnärliga pris, Antonia-priset, till Ulrika Bengts teaterföreställning Vittra på Svenska Teatern i Helsingfors.
Bengts var Vegas sommarpratare år 2014.

## Filmproduktioner
- Goodbye Gibraltar (1993)[3]
- Diktonius – Ord lever! (1995)
- Kaupunkisinfonia (1995) (segment)
- Det finns flera sätt att simma (1997)
- Vägen till Lelle (1999)
- Nu är du Hamlet (2002)
  - Soffan (2004) TV-avsnitt
  - Käglan (2004) TV-avsnitt
- "Fling" (2 delar, 2004)
- Kometen (2004)
- "Avsked" (2010) TV-serie
- Innan det vita (2010) (TV)
- Iris (2011)
- Lärjungen (2013)

## Teaterproduktioner
- Oleanna, teater Viirus, 2007[4]
- Vittra, Svenska teatern i Helsingfors, 2008[5]